# Sinfonía n.º 4 (Vaughan Williams)

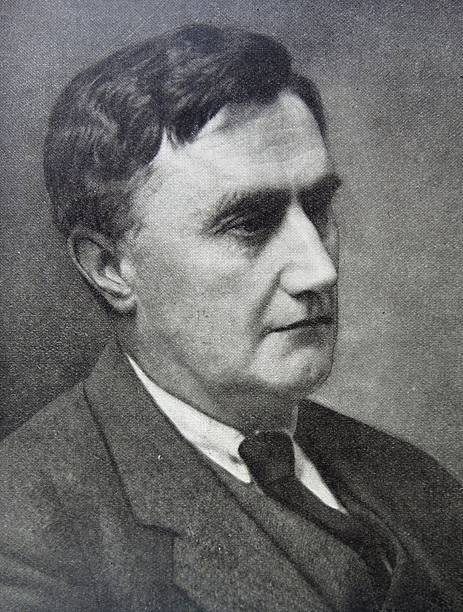
Vaughan Williams c.1920s.

La Sinfonía n.° 4 en fa menor fue compuesta por Ralph Vaughan Williams entre 1931 y 1934. La obra está dedicada al compositor Arnold Bax.

## Historia

### Composición
La composición de esta pieza fue esbozada entre 1931 y 1932, y fue terminada en 1934. A diferencia de las tres primeras sinfonías de Vaughan Williams, no le dio título y el compositor afirmó que debía entenderse como música pura, sin ninguna inspiración incidental o externa. El compositor contradijo firmemente cualquier noción de que la obra fuera programática en algún aspecto, y Kennedy califica los intentos de darle a la obra "un programa meritorio... un pobre cumplido a su vitalidad musical y autosuficiencia". Esta fue la primera sinfonía de Vaughan Williams sin un título descriptivo.

### Estreno y publicación

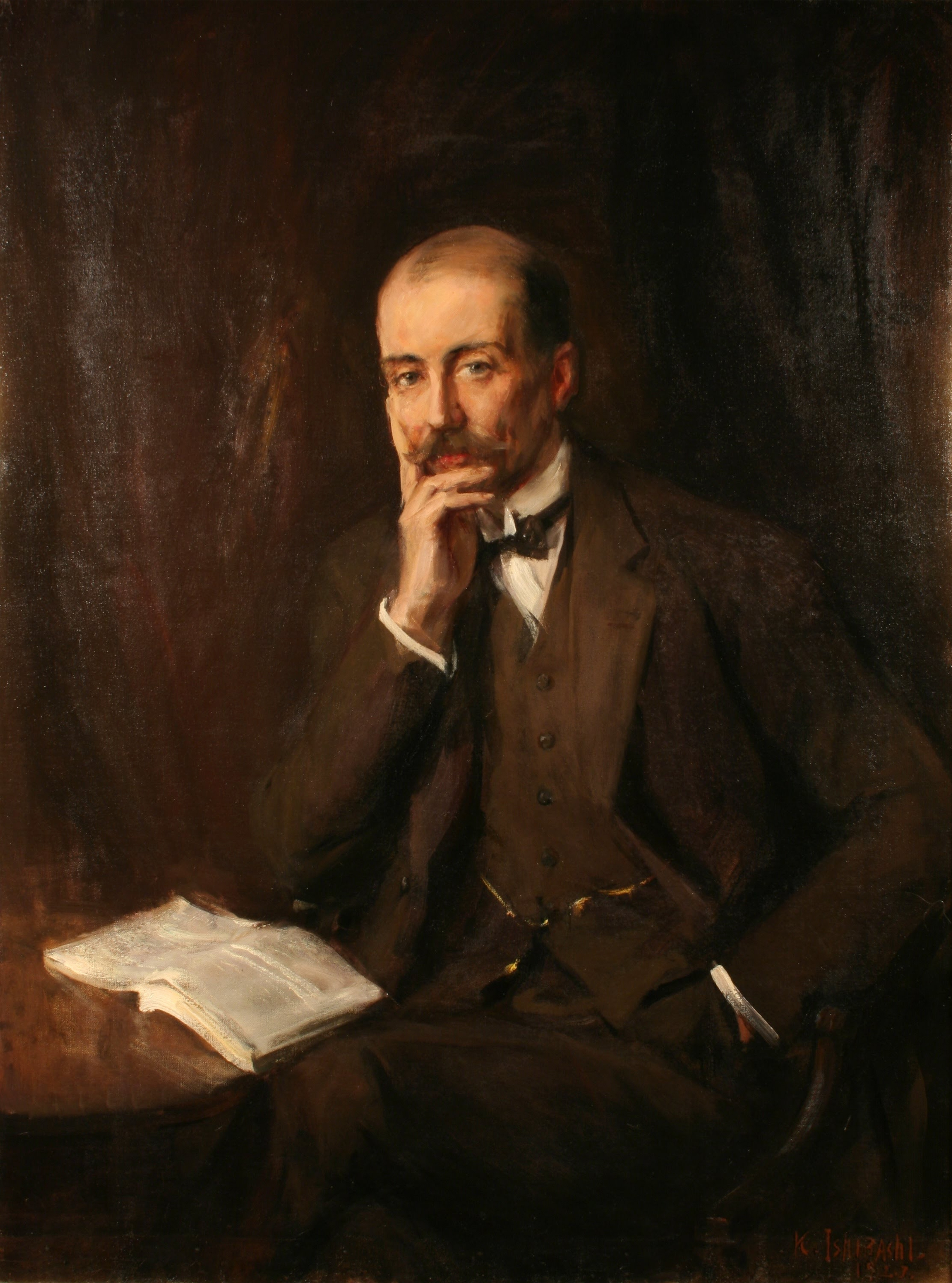
Adrian Boult, director del estreno.

El estreno se celebró el 10 de abril de 1935 en Londres en una interpretación de la Orquesta Sinfónica de la BBC dirigida por Adrian Boult. La primera interpretación de la obra en Estados Unidos tuvo lugar el 19 de diciembre de 1935 y corrió a cargo de Artur Rodziński con la Orquesta de Cleveland. 
La primera edición de la pieza fue llevada a cabo en 1935 por la editorial Oxford University Press en Londres. Algunas sinfonías de Vaughan Williams fueron publicadas con títulos descriptivos (A Sea Symphony, A London Symphony, A Pastoral Symphony, Sinfonía antártica); otras se publicaron como Sinfonía en re mayor y en mi menor. A las del último grupo se las denominaba Sinfonías n.º 5 y 6, pero Vaughan Williams lo desaprobaba: "Nunca he puesto números a mis sinfonías y no quiero empezar ahora". Finalmente la nueva obra fue publicada como "Sinfonía en fa menor".

## Instrumentación
La partitura está escrita para una gran orquesta formada por:
- Viento madera: 2 o 3 flautas (la segunda doblando al flautín), 2 o 3 oboes (el segundo doblando al corno inglés), 2 clarinetes en si bemol, 1 clarinete bajo en si bemol, 2 fagotes, 1 contrafagot (ad lib.).
- Viento metal: 4 trompas en fa, 2 trompetas en do, 3 trombones, 1 tuba.
- Percusión: timbales, bombo, caja, platillos, triángulo.
- Cuerda: una sección de cuerdas con violines I y II, violas, violonchelos y contrabajos.

## Estructura y análisis
La sinfonía consta de cuatro movimientos:
- I. Allegro, en fa menor 6
4
- II. Andante moderato,  en fa menor 4
4
- III. Scherzo. Allegro molto, en re menor 6
8
- IV. Finale con Epilogo fugato. Allegro molto, en fa mayor 2
2

La interpretación de esta obra dura aproximadamente entre 30 y 35 minutos. Los movimientos tercero y cuarto van vinculados. A diferencia de muchas de las piezas anteriores de Vaughan Williams, la sinfonía muestra una gran severidad de tono. El propio compositor comentó una vez, "No estoy del todo seguro de que me guste ahora. Lo único que sé es que es lo que quería hacer en ese momento."  Sólo dos de sus sinfonías terminan con la orquesta tocando en forte, la n.º 4 y la n.º 8. Esta obra asombró a los oyentes con su sorprendente disonancia, muy alejada del tono tranquilo predominante de la sinfonía anterior. La disonancia y la potencia de esta obra no eran elementos nuevos en la música del maestro inglés, ya que algo similar puede escucharse en el ballet Job (1930). Pero la implacable visión de la pieza era nueva y sorprendente.

### I.Allegro
El primer movimiento, Allegro, está escrito en fa menor y en compás de 6/4. Se abre con un tema impetuoso que se repite con frecuencia más adelante en la obra. El tono es de furia y agresividad. Incluso el segundo tema, más comedido, esconde una energía palpitante, y los ocasionales momentos de humor tienen un tinte ácido. Tras la energía y los frecuentes estallidos de los metales, sorprende la sosegada coda. No obstante, la sensación que transmite es más de nerviosismo que de calma.
La disonancia inicial es la siguiente:
El motivo germinal que se desarrolla a partir de la disonancia inicial:
El motivo construido con cuartas (compás 14-15):

### II.Andante moderato
El segundo movimiento, Andante moderato, está en fa menor y en compás de 4/4. El movimiento lento se abre con una melodía errante relacionada con el material del Allegro inicial sobre un fuerte acompañamiento de pizzicato. Destaca el contraste entre la marcha implacable del acompañamiento y el desamparo del material melódico. Este Andante destila hastío. Un solitario solo de flauta sirve de coda.

### III.Scherzo. Allegro molto
El tercer movimiento, Scherzo. Allegro molto, está en re menor y en compás de 6/8. El Scherzo es danzable, aunque rítmicamente imprevisible y mercurial. Tras un interludio fugado, regresa la apertura de danza. Un pasaje extraño y misterioso, en el que suena un tranquilo recuerdo del tema principal del primer movimiento sobre un golpeteo de timbal, conduce sin interrupción al vigoroso Finale, que podría verse como la resolución del conflicto de los tres primeros movimientos.

### IV.Finale con Epilogo fugato. Allegro molto
El cuarto y último movimiento, Finale con Epilogo fugato. Allegro molto, está en fa mayor y en compás alla breve. El Finale avanza a grandes zancadas con frecuentes estallidos de los metales. La atmósfera es de excitación pero también de agitación. Aparece un tema tranquilo en las cuerdas, que se desarrolla durante un tiempo. A continuación, la música inicial irrumpe de nuevo, dando paso a un desarrollo fugado que despierta una gran energía y desemboca en una peroración de los metales derivada de las páginas iniciales de la sinfonía.

## Recepción de la obra
Vaughan Williams se refería con estas famosas palabras a su Sinfonía nº 4: "No sé si me gusta, pero es lo que quería decir". Muchos pensaron que la sinfonía era un comentario sobre los acontecimientos mundiales, en particular el ascenso del totalitarismo y el consiguiente estallido de la Segunda Guerra Mundial. Adrian Boult así lo creía: "Lo previó todo". Como de costumbre, Vaughan Williams rechazó tal especificidad, aunque admitió en una carta a un amigo que la "belleza" de la sinfonía reflejaba "tiempos poco bellos -- porque sabemos que la belleza puede venir de cosas poco bellas (por ejemplo, El rey Lear, la Lección de anatomía de Rembrandt, los Niebelungos de Wagner, etc.)". Mientras Vaughan Williams terminaba esta sinfonía, empezaba también el oratorio Dona nobis pacem, que hace referencia directa a la guerra. Pero la viuda del compositor, Ursula, veía la sinfonía como autobiográfica, un reflejo del carácter de su marido: "Se revelan las furias imponentes de las que era capaz, su fuego, su orgullo y su fuerza, así como su imaginación y su lirismo".
El compositor británico William Walton admiraba mucho esta obra según una carta escrita por Arthur Benjamin a Vaughan Williams el 21 de abril de 1935 (BL MS Mus 1714/1/9, ff. 113-14). Benjamin escribió, "Me encontré con Willy Walton de camino al Hall y me dijo, después de haber estado en los ensayos, que íbamos a escuchar la mayor sinfonía desde Beethoven. El dedicatario Arnold Bax también estuvo de acuerdo. Una fuente alternativa afirma que Walton escuchó a Constant Lambert diciéndoselo a Benjamin.

## Influencia
Su alumna, la compositora australiana Peggy Glanville-Hicks, afirmó que había tomado prestado el tema de apertura del primer movimiento de su Sinfonietta para pequeña orquesta en re menor (1935), y que ella a su vez lo había tomado prestado para su ópera The Transposed Heads (1953). Glanville-Hicks no completó su Sinfonietta hasta tres meses después del estreno de la sinfonía de Vaughan Williams, pero la estaba escribiendo al mismo tiempo.

## Discografía selecta
La primera grabación se llevó en 1937 con el propio compositor dirigiendo la misma orquesta en lo que resultó ser su única grabación comercial de cualquiera de sus sinfonías. Fue lanzado en discos fonográficos de 78 rpm en el Reino Unido por HMV y en Estados Unidos por RCA Victor, y ha sido reeditado en LP y CD. La primera interpretación estadounidense que ha sobrevivido en forma grabada fue la retransmisión del 21 de mayo de 1938 dirigida por Adrian Boult, director invitado de la Orquesta Sinfónica de la NBC, publicada por Pristine Classical. A esta le siguió, el 14 de marzo de 1943, otra interpretación de la Orquesta Sinfónica de la NBC bajo la batuta de Leopold Stokowski. Fue la única vez que dirigió la obra y su interpretación ha sido editada en CD por Cala Records.
- 1937 – Vaughan Williams, Orquesta Sinfónica de la BBC (HMV Red Seal 78 DB 3367–3370; Abbey Road, 11 de octubre de 1937).
- 1938 – Adrian Boult, Orquesta Sinfónica de la NBC (Pristine Classical PASC 626; Studio 8H, 21 de mayo de 1938).
- 1943 – Leopold Stokowski, Orquesta Sinfónica de la NBC (Cala CACD 0528; 14 de marzo de 1943).
- 1950 – John Barbirolli, Orquesta Sinfónica de la BBC (Barbirolli Society SJB 1064).
- 1953 – Dimitri Mitrópoulos, Orquesta Filarmónica de Nueva York (Music and Arts CD 1214; Carnegie Hall, 5 de abril de 1953).
- 1953 – Adrian Boult, Orquesta Filarmónica de Londres (Decca LXT 2909 (Kingsway Hall, 2-4 de diciembre de 1953).
- 1956 – Dimitri Mitrópoulos, Orquesta Filarmónica de Nueva York (Columbia Masterworks ML 5158; Columbia 30th St Studios, 9 de enero de 1956).
- 1963 – Malcolm Sargent, Orquesta Sinfónica de la BBC (BBC Classics 15656 91312; Royal Albert Hall, 16 de agosto de 1963).
- 1965 – Leonard Bernstein, Orquesta Filarmónica de Nueva York (Columbia MS 7177; Filarmónica, 21 de octubre de 1965).
- 1968 – Adrian Boult, Orquesta Nueva Philharmonia (HMV ASD 2375; Abbey Road, 22-23 de enero y 12 de febrero de 1968).
- 1969 – André Previn, Orquesta Sinfónica de Londres (RCA Red Seal SB 6801; Kingsway Hall, 10-11 de marzo de 1969).
- 1973 – Norman Del Mar, Orquesta Sinfónica Escocesa de la BBC (BBC Music Magazine MM 80; BBC Studios Glasgow, 24 de agosto de 1973).
- 1973 – Colin Davis, Orquesta Sinfónica de Boston (BSO CB 100 (Sala Sinfónica, 26 de octubre de 1973).
- 1979 – Paavo Berglund, Royal Philharmonic Orchestra (EMI ASD 3904; Abbey Road, 29-30 de octubre de 1979).
- 1987 – Bryden Thomson, Orquesta Sinfónica de Londres (Chandos CHAN 8633; St Jude-on-the-Hill, Hampstead, 27-28 de noviembre de 1987).
- 1988 – Guennadi Rozhdéstvenski, Orquesta Sinfónica Estatal de la URSS (Melodiya CD 10-02170-3; Edif. Philharmonia, Leningrado, 28 de octubre de 1988).
- 1991 – Vernon Handley, Real Orquesta Filarmónica de Liverpool (EMI Eminence CD EMX 2192; Philharmonic Hall de Liverpool, 8-9 de marzo de 1991).
- 1991 – Leonard Slatkin, Orquesta Philharmonia (RCA Victor Red Seal 09026-61194-2; Ayto. de Watford, 29 de noviembre de 1991).
- 1992 – Andrew Davis, Orquesta Sinfónica de la BBC (Teldec 4509-90844-2; Iglesia de San Agustín de Londres, diciembre de 1992).
- 1996 – Bernard Haitink, Orquesta Filarmónica de Londres (EMI CD 5 56564 2; Coliseo de Watford, diciembre de 1996).
- 1997 – Roger Norrington, Orquesta Filarmónica de Londres (Decca 458 658–2; Coliseo de Watford, febrero de 1997).
- 2001 – Richard Hickox, Orquesta Sinfónica de Londres (Chandos CHAN 9984; Iglesia de Todos los Santos de Tooting, enero de 2001).
- 2003 – Paul Daniel, Orquesta Sinfónica de Bournemouth (Naxos 8.557276; Faro de Poole, 6-7 de marzo de 2003).
- 2006 – Leon Botstein, Orquesta Sinfónica Americana (ASO 091; Avery Fisher Hall, 7 de abril de 2006).
- 2008 – Colin Davis, Orquesta Sinfónica de Londres (LSO Live 0766; Barbican Hall, 24 de septiembre de 2008).
- 2011 – Peter Oundjian, Orquesta Sinfónica de Toronto (TSO Live 0311; Thomson Hall, marzo de 2011).
- 2011 – Carlos Kalmar, Orquesta Sinfónica de Oregón (PentaTone PTC 5186 393; Schnitzer Hall de Portland, 7-8 de mayo de 2011).
- 2013 – Mark Wigglesworth, Orquesta Filarmónica de Londres (LPO CD 0082; Royal Festival Hall, 1 de mayo de 2013).
- 2014 – Robert Spano, Orquesta Sinfónica de Atlanta (ASO Media CD-1005; Woodruff Center de Atlanta, 21-22 de febrero de 2014).
- 2016 – Mark Elder, Orquesta Hallé de Mánchester (Hallé CD HLL 7547; Bridgewater Hall, 7 de abril de 2016).
- 2016 – Andrew Manze, Real Orquesta Filarmónica de Liverpool (Onyx 4161; Philarmonic Hall de Liverpool, 5-7 de mayo de 2016).
- 2020 – Antonio Pappano, Orquesta Sinfónica de Londres (LSO Live LSO0867D; Barbican Hall, 15 de marzo de 2020).